# Cantone di Biguglia-Nebbio
Il Cantone di Biguglia-Nebbio è una divisione amministrativa del dipartimento dell'Alta Corsica, compreso quasi interamente nell'Arrondissement di Calvi ad eccezione del comune di Biguglia, appartenente all'Arrondissement di Bastia.
È stato creato a seguito della riforma approvata con decreto del 26 febbraio 2014, che ha avuto attuazione dopo le elezioni dipartimentali del 2015, e comprende 14 comuni:
- Barbaggio
- Biguglia
- Murato
- Oletta
- Olmeta di Tuda
- Pieve
- Poggio d'Oletta
- Rapale
- Rutali
- Sorio
- San Fiorenzo
- San Gavino di Tenda
- Santo Pietro di Tenda
- Vallecalle